# エイジ・オブ・イノセンス/汚れなき情事
『エイジ・オブ・イノセンス/汚れなき情事』（エイジ・オブ・イノセンス けがれなきじょうじ、The Age of Innocence）は、マーティン・スコセッシ監督による1993年制作のアメリカの恋愛映画。1921年にピュリッツァー賞を受賞したイーディス・ウォートンの同名小説の映画化。第66回アカデミー賞で5部門にノミネートされ、衣装デザイン賞を受賞した。
ニューヨーク社交界の弁護士ニューランド・アーチャー（デイ＝ルイス）とメイ・ウェランド（ライダー）。アーチャーはエレン・オレンスカ伯爵夫人（ファイファー）と再会し、法的に代理を務めることになるが、予期せぬ恋愛関係に。

## あらすじ
1870年代のアメリカの上流社会。弁護士のニューランドには、メイという若い美しい婚約者がいた。素朴な若い娘だが、その素朴さを彼は愛していた。
そんなある日、幼馴染のエレンに再会する。伯爵夫人となっているエレンは、横暴な夫から逃れるために、ヨーロッパからアメリカに戻っていた。スキャンダルを恐れるエレンの家族は何とかその事実を隠そうとする。
知的なエレンにニューランドは惹かれる。不倫の恋をしながら、一方では婚約者への背信に自責の念にもとらわれる。恋と葛藤が起こる。

## キャスト
ニューランド・アーチャー
演 - ダニエル・デイ＝ルイス、声 - 原康義
ニューヨークの弁護士。名門アーチャー家の家長。格式にこだわる家の出身ながら、保守的な考え方には否定的。
エレン・オレンスカ
演 - ミシェル・ファイファー、声 - 弥永和子
伯爵夫人。ニューヨークの名門ミンゴット家の血を引く。夫との離婚を前提にニューヨークに戻って来た。自由主義。
メイ・ウェランド
演 - ウィノナ・ライダー、声 - 日野由利加
ニューランドの婚約者。名門ミンゴット家の血を引く。エレンの従妹。スポーツを好む活発な女性ながら極めて伝統主義的。
ミセス・ウェランド
演 - ジェラルディン・チャップリン、声 - 荘司美代子
メイの母。エレンの叔母。
ヘンリー・ヴァン・デル・ライデン
演 - マイケル・ガフ、声 - 大木民夫
ニューヨーク社交界の長老。人格者で強い影響力を持つ。社交界から冷遇されているエレンを、ニューランドの依頼で晩餐会に招く。
ルイザ・ヴァン・デル・ライデン
演 - アレクシス・スミス、声 - 久保田民絵
ヘンリーの妻。
ラリー・レファッツ
演 - リチャード・E・グラント、声 - 金尾哲夫
ニューヨーク社交界の「形式」の権威。嫌みな性格で女好き。エレンを陰で攻撃している。
テッド・アーチャー
演 - ロバート・ショーン・レナード、声 - 宮本充
ニューランドとメイの間に生まれた息子。婚約者はボーフォートと2番目の妻（元愛人）アニーとの間に生まれた娘。
ミセス・ミンゴット
演 - ミリアム・マーゴリーズ、声 - 寺島信子
名門ミンゴット家の女家長でニューヨーク社交界の「皇太后」。エレンとメイの祖母。エレンに対して同情的。
リビエール
演 - ジョナサン・プライス、声 - 小島敏彦
ニューランドがパリで出会ったフランス人。エレンの夫である伯爵の使いとしてやって来る。エレンを気にかけている。
ジュリアス・ボーフォート
演 - スチュアート・ウィルソン
事業で成功したニューヨークの名士。出自の怪しい成り上がり者で人望はないが、気にも留めない。エレンに近づく。
レジーナ・ボーフォート
演 - メアリー・ベス・ハート、声 - 藤生聖子
ジュリアスの妻。南カロライナの名門タウンゼント家の出身。
レタブレア
演 - ノーマン・ロイド、声 - 村松康雄
弁護士。ニューランドの上司。
シラトン・ジャクソン
演 - アレック・マッコーエン、声 - 藤本譲
ニューヨーク社交界の「家系」の権威。社交界一のゴシップ通。
アーチャー夫人
演 - シアン・フィリップス、声 - 斉藤昌
ニューランドの母。
ナレーション
声 - ジョアン・ウッドワード、野際陽子

## 日本語吹替えスタッフ
- プロデューサー：吉岡美惠子
- 字幕翻訳：古田由紀子
- 吹替翻訳：木原たけし
- 吹替版演出：佐藤敏夫
- 調整：熊倉亨
- 制作担当：神部宗之／菊地由香
- 制作：東北新社

## 音楽
以前『ケープ・フィアー』（1991年）でスコセッシとコラボしていたエルマー・バーンスタインが作曲した。
映画は、シャルル・グノーのオペラ『ファウスト』のデュエットシーン（マルゲリータとファウスト）から始まる。

### トラックリスト
特に記載のない限り、エルマー・バーンスタイン作曲。
1. The Age of Innocence – 4:37
2. オペラ座にて（グノーのファウスト） – 3:11
3. ラデツキー行進曲 (バーンスタイン& ヨハン・シュトラウス1世) (バーンスタイン指揮、ベルリン放送交響楽団) – 2:16
4. 皇帝ワルツ、作品437 / ウィーンの森の物語 (バーンスタイン&ヨハン・シュトラウス1世) (バーンスタイン指揮、ベルリン放送交響楽団) – 2:26
5. Mrs. Mingott – 1:42
6. Dangerous Conversation – 2:32
7. Slighted – 0:58
8. Van Der Luydens – 2:17
9. First Visit – 2:28
10. Roses Montage – 1:19
11. Ellen's Letter – 2:05
12. Archer's Books – 2:08
13. Mrs. Mingott's Help – 3:49
14. Archer Pleads – 1:48
15. Passage of Time – 2:44
16. Archery – 1:28
17. Ellen at the Store – 2:14
18. Blenker at the Farm – 2:38
19. Boston Common – 0:53
20. Parker House – 1:16
21. Pick up Ellen – 2:12
22. Conversation With Letterblair – 2:33
23. Archer Leaves – 1:03
24. Farewell Dinner – 2:04
25. Ellen Leaves – 2:42
26. In Paris – 1:12
27. Ellen's House – 0:48
28. Madame Olenska – 2:17
29. End Credits – 5:04

## 関連書籍
- 「無垢の時代」 イーディス ウォートン、佐藤宏子・訳。荒地出版社。単行本。
- 「エイジ・オブ・イノセンス―汚れなき情事」 イーディス ウォートン、大社淑子・訳。新潮社。文庫。